# Aphelinus abdominalis
Aphelinus abdominalis is een vliesvleugelig insect uit de familie Aphelinidae. De wetenschappelijke naam is voor het eerst geldig gepubliceerd in 1820 door Dalman.
De insecten worden gebruikt als biologische bestrijding tegen bladluizen. De vrouwtjes sluipwesp zet een eitje af in een bladluis, waar de aphelinuslarve zich ontwikkelt. De larve eet de bladluis van binnenuit leeg, waardoor er een zogenaamde mummie ontstaat. Als de larve is volgroeid verpopt deze, en na een aantal dagen komt er een volwassen sluipwesp uit de mummie tevoorschijn.